# Муссо, Мэйсон
Мэ́йсон Та́йлер Муссо́ (англ. Mason Tyler Musso) — американский певец, гитарист и композитор. Родился 17 марта 1989 года в Гарленде, штат Техас. Младшие братья Мэйсона — актёры Митчел и Марк Муссо. Мэйсон Муссо — вокалист и гитарист созданной им с Трэйсом Сайрусом группы «Metro Station».

## Биография
Мэйсон Муссо родился и вырос в Гарленде, штат Техас. Он был первым сыном Сэмюэля и Кэтрин Муссо. Мэйсон пел в Гарландской церкви и ко времени образования группы «Metro Station» в 2006 году уже был сольным исполнителем. Когда Мэйсон встретил Трэйса Сайруса, он счёл его весьма странным, поскольку тот был покрыт татуировками и обладал довольно высоким ростом. Муссо вспоминал: «Когда я встретил Трэйса на съёмках „Ханны Монтаны“, я даже не мог представить, что мы будем такими близкими друзьями, как сейчас, потому что он был парнем, который по ночам тусовался в клубах, а я в это время был в своей комнате, сидел на кровати с гитарой и сочинял музыку».
В 2006 году Мэйсон и Трэйс встретились на съёмках сериала Disney Channel «Ханна Монтана», и вскоре вместе с Блэйком Хили и Энтони Импрого образовали группу «Metro Station». Мэйсон написал песню «Kelsey» о своей девушке Челси Кей, и пел обычно «Челси» вместо «Келси». Эта песня стала первым синглом дебютного альбома «Metro Station». Мэйсон пишет песни и выкладывает их на MySpace.
После распада группы «Metro Station», Мэйсон все силы направил на сольную карьеру. Позже он восстановил права на название «Metro Station», и в настоящее время использует название группы без участия в ней Сайруса. 20 июля 2011 года Муссо анонсировал в своём блоге в Твиттере свою новую работу в рамках группы вместе с Энтони Импрого и Блэйком Хили. Релиз их новой записи предполагается в конце лета.

## Интересные факты
- Мэйсон пристрастился к компьютерной игре Halo 3.
- Когда Мэйсон был моложе, он снимался в рекламе Nickelodeon.
- Он итальянского происхождения.
- До создания группы «Metro Station» он работал в магазине.
- На его творчество оказал влияние дуэт «Саймон и Гарфанкел».
- После разрыва со своей подругой Челси Кей он познакомился с Николь Джэйн Уайт[4].